# Krystyna Loska
Krystyna Loska z domu Szostok lub Szostak (ur. 25 lipca 1937 w Tychach) – polska spikerka, prezenterka telewizyjna i konferansjerka.

## Życiorys
Urodziła się w Tychach. Jej ojciec był kupcem. Ukończyła I Liceum Ogólnokształcące im. Bolesława Chrobrego w Pszczynie. W młodości uczęszczała w Katowicach na aktorskie kursy przygotowawcze prowadzone przez Gustawa Holoubka, przewodniczącego komisji egzaminacyjnej. Po zdaniu egzaminów wstępnych studiowała na wydziale aktorskim szkoły teatralnej w Krakowie, ale przerwała studia po drugim roku, ponieważ zaszła w ciążę. Kilka lat po urodzeniu córki zdała egzamin eksternistyczny.
Uczęszczała do sekcji recytatorskiej w Wojewódzkim Domu Kulturu w Katowicach, gdzie została dostrzeżona przez redaktorkę lokalnego radia, która zaproponowała jej pracę lektorki – na początku lat 60. prowadziła młodzieżową audycję społeczno-rozrywkową To idzie młodość. Za namową kolegi ze szkoły, spikera i dziennikarza sportowego Józefa Kopocza, rozpoczęła pracę w TVP Katowice. Początkowo była lektorką filmów, a w czerwcu 1962 zadebiutowała jako spikerka, zapowiadając emisję serialu Walta Disneya Zorro.
Po 10 latach pracy w Katowicach wraz z mężem przeniosła się do Warszawy, gdzie od 17 października 1972 pracowała w Telewizji Polskiej jako prezenterka i konferansjerka.

Już nie mam siły tego prostować! Przeniosłam się do stolicy przed ekipą Gierka. Mój mąż przez wiele lat był kierownikiem robót górniczych w kopalni Ziemowit. Ponieważ zaczął chorować, musiał odejść z kopalni. Przez osiem lat pracował w Ministerstwie Górnictwa w Katowicach, a potem został przeniesiony do Państwowej Rady Górnictwa w Warszawie. I to ja poszłam za mężem. Z córką, psem i meblami.

Prowadziła festiwale m.in. w Sopocie i Opolu. Była konferansjerką na Festiwalu Piosenki Radzieckiej w Zielonej Górze. Jako spikerka zasłynęła umiejętnością przedstawienia z pamięci programu na cały dzień.

Uważam, że jeśli już mam zapraszać na jakiś program, to przecież jest to o wiele bardziej przyjemne, jeśli zapraszam patrząc telewidzowi w oczy, a nie zaglądając do kartki.

Mimo bardzo okrojonego sposobu prezentowania spikerów udawało jej się błysnąć humorem w zapowiedziach programów. Jej talent komiczny został wykorzystany m.in. w Studiu Gama – bloku rozrywkowym, który przez pewien czas prowadziła wraz z Andrzejem Zaorskim. Była uważana za osobę przynoszącą szczęście polskiej reprezentacji piłkarskiej, wielokrotnie zapowiadała transmisje ze spotkań międzynarodowych w czasach świetności drużyny narodowej. Pozostaje jedną z najbardziej rozpoznawalnych postaci w historii TVP. Przetrwała rządy aż 14 prezesów telewizji, na emeryturę przeszła po 33 latach pracy, w 1994. Po odejściu z telewizji jeszcze przez kilka lat pracowała na estradzie.

Choć ze szklanego ekranu zniknęła niemal 20 lat temu nadal spotyka się z przejawami sympatii widzów, którzy widząc ją, mają wrażenie, że czas się zatrzymał. Krystyna Loska, Edyta Wojtczak i Jan Suzin, to niezapomniana wizytówka telewizyjnych prezenterów.

W 2012 wzięła udział w obchodach 60-lecia TVP. Razem z Bogumiłą Wander poprowadziła w TVP Kultura poranne pasmo Archiwizja, w którym z okazji 60-lecia istnienia Telewizji Polskiej przypominano programy archiwalne.
W 2013 odznaczona Krzyżem Kawalerskim Orderu Odrodzenia Polski z okazji 75. rocznicy nadania w Polsce próbnego sygnału telewizyjnego.
Podczas gali wręczania Telekamer Tele Tygodnia 2016 otrzymała owacje na stojąco, choć tego wieczoru nie odebrała żadnej nagrody, a jedynie wręczyła Złotą Telekamerę Tadeuszowi Sznukowi.

## Życie prywatne
Była żoną Henryka Loski, działacza piłkarskiego, współpracownika Kazimierza Górskiego. Ich córką jest prezenterka telewizyjna Grażyna Torbicka.

## Nagrody i wyróżnienia
- 2002: laureatka Super Wiktora[31]
- 2013: Krzyż Kawalerski Orderu Odrodzenia Polski
- 2014: nagroda Towarzystwa Przyjaciół Śląska w Warszawie[32]

W plebiscycie, zorganizowanym na 40-lecie Telewizji Polskiej, została uznana za jedną z trzech najbardziej lubianych i najpopularniejszych postaci.

## Role filmowe
- 1971: Milion za Laurę – jako spikerka w telewizji,
- 1976: Brunet wieczorową porą – jako spikerka telewizji,
- 1977: Zezem – jako spikerka dyżurna w telewizji,
- 1979: Po drodze – jako gość w mieszkaniu Maculewiczów,
- 1983: Alternatywy 4 – jako dziennikarka telewizji,
- 1989: Bal na dworcu w Koluszkach – jako spikerka telewizji.

## Reklama
- 2012: Kampania reklamowa Orange[33]
- 2013: Kampania reklamowa telewizora Samsung EH5020[34]

## Popkultura
- Zespół Big Cyc poświęcił Krystynie Losce piosenkę Krystyna – w hołdzie Krystynie Losce z albumu Zmień z nami płeć (2002).